# St.-Jürgen-Kirche (Nordhackstedt)

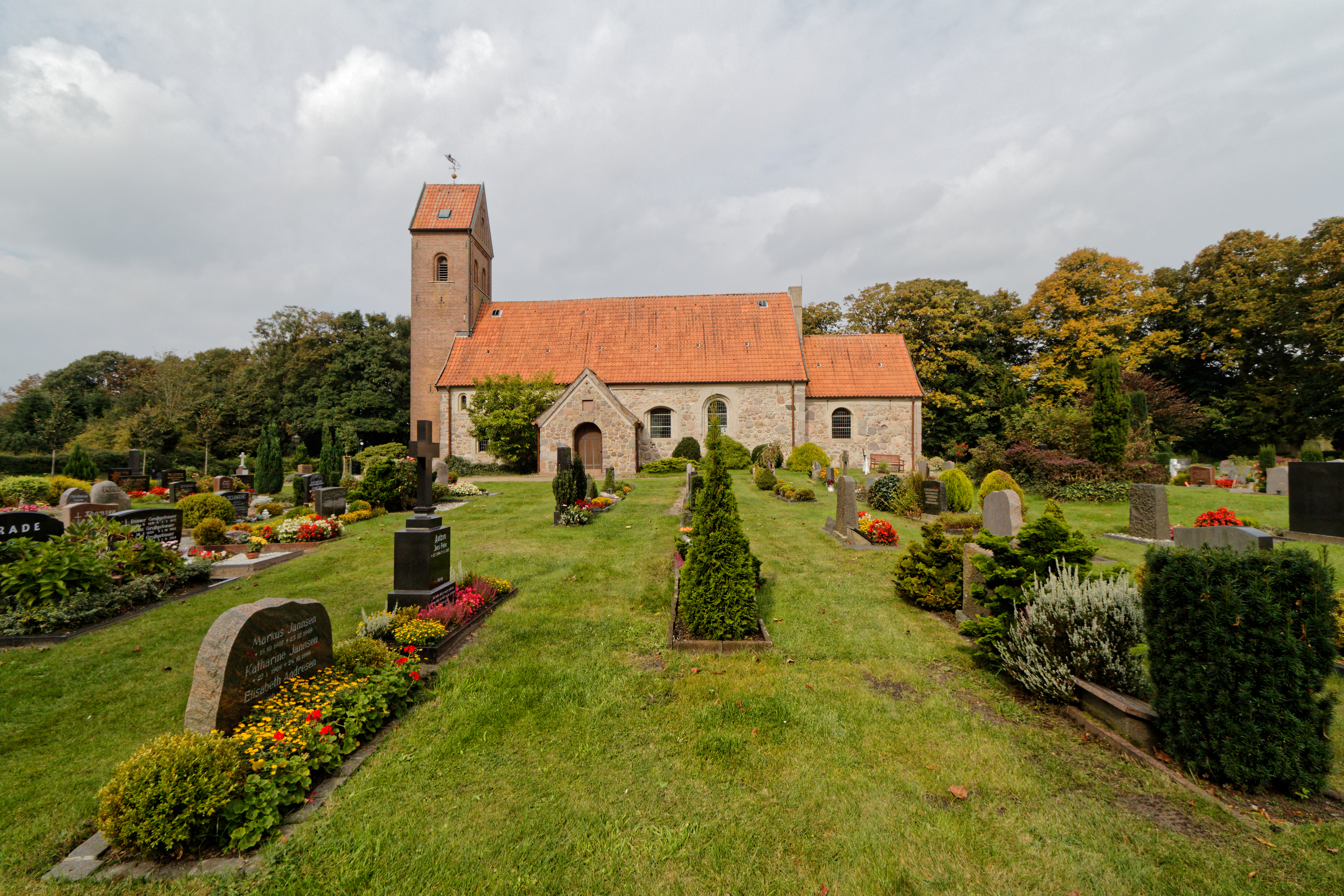
St.-Jürgen-Kirche zu Nordhackstedt

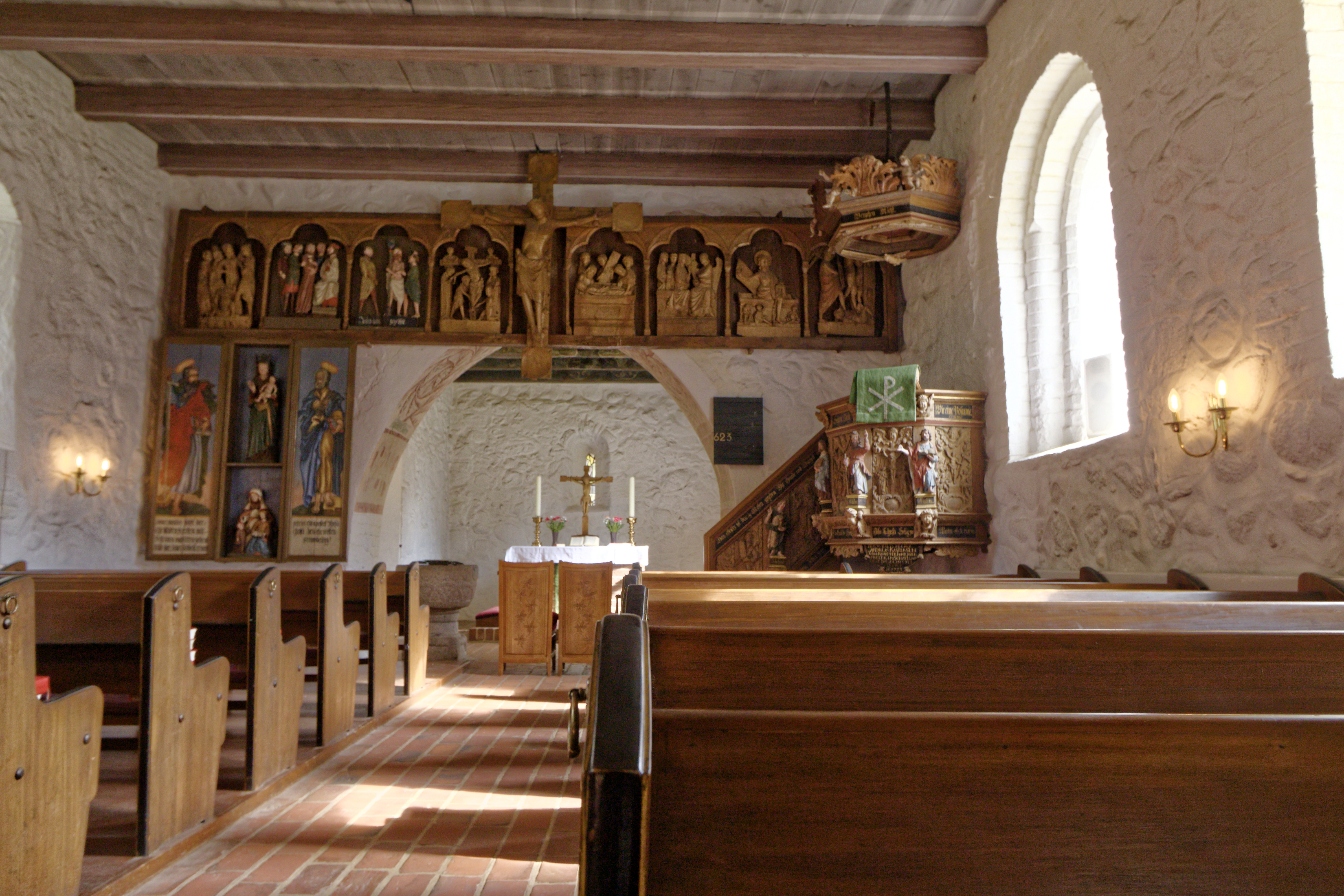
Blick zum Altar (2017)

Die St.-Jürgen-Kirche (auch: Kirche Nordhackstedt) ist eine evangelisch-lutherische Kirche in Nordhackstedt in Schleswig-Holstein. Der Kirchenbau ist eines der Kulturdenkmale Nordhackstedts. Teile der Kirchenausstattung sowie des umliegenden Kirchhofes wurden mit als Kulturdenkmal eingetragen.

## Bau
Die romanische einschiffige Feldsteinkirche mit rechteckigem Chor wurde im 12. Jahrhundert errichtet und nach dem heiligen Georg benannt – die norddeutsche Variante des Namens Georg lautet Jürgen. In der Mitte des 14. Jahrhunderts wurde der Chorbogen umgestaltet. Links vom Chorbogen befand sich eine Nische für einen Nebenaltar, die erst 1960 ganz zugemauert wurde. Im späten Mittelalter wurde im Süden ein Vorhaus, das sogenannte Karnhaus, angebaut.
Die Bemalung der Balkendecke im Chor stammt aus der Barockzeit. Im Jahr 1897 wurde der Kirchenraum nach Westen erweitert und ein Turm hinzugefügt. 1926 wurden spätgotische Malereien, rotes Rankenwerk mit Prunkrosetten und eine Darstellung des Abendmahls sowie des Sündenfalls im gotischen Chorbogen wiederentdeckt und restauriert. Bei der Kirchenrenovierung 1958–1962 wurde der Innenraum umgestaltet, so wurde ein barockes Retabel durch ein gotisches Altarkreuz ersetzt.
Die Kirche wurde aus geschichtlichen, künstlerischen, städtebaulichen Gründen, und weil sie die Kulturlandschaft prägt, unter Denkmalschutz gestellt. Gleichzeitig wurden die Kirchenausstattung, der Kirchhof, die Grabmale bis 1870, der vorliegende Lindenkranz sowie der erhaltene Feldsteinwall mit unter Denkmalschutz gestellt.

## Ausstattung
Die Kirche besitzt eine reiche Ausstattung, die zu einem großen Teil aus vorreformatorischer Zeit stammt. Das Granittaufbecken stammt aus dem 12. Jahrhundert, der Erbauungszeit der Kirche. Es zeigt eingearbeitete Arkadenbögen an der Kuppa und an den Ecken des quadratischen Fußsockels je einen plastischen Männerkopf, die im Stirnbereich mit einem wulstigen aufgesetzte Ring verbunden sind. 
Eine spätmittelalterliche St.-Georg-Gruppe von etwa 1470–1480 wurde vor 1900 abgegeben und befindet sich im Landesmuseum für Kunst und Kulturgeschichte auf Schloss Gottorf in Schleswig.

### Emporenmalerei

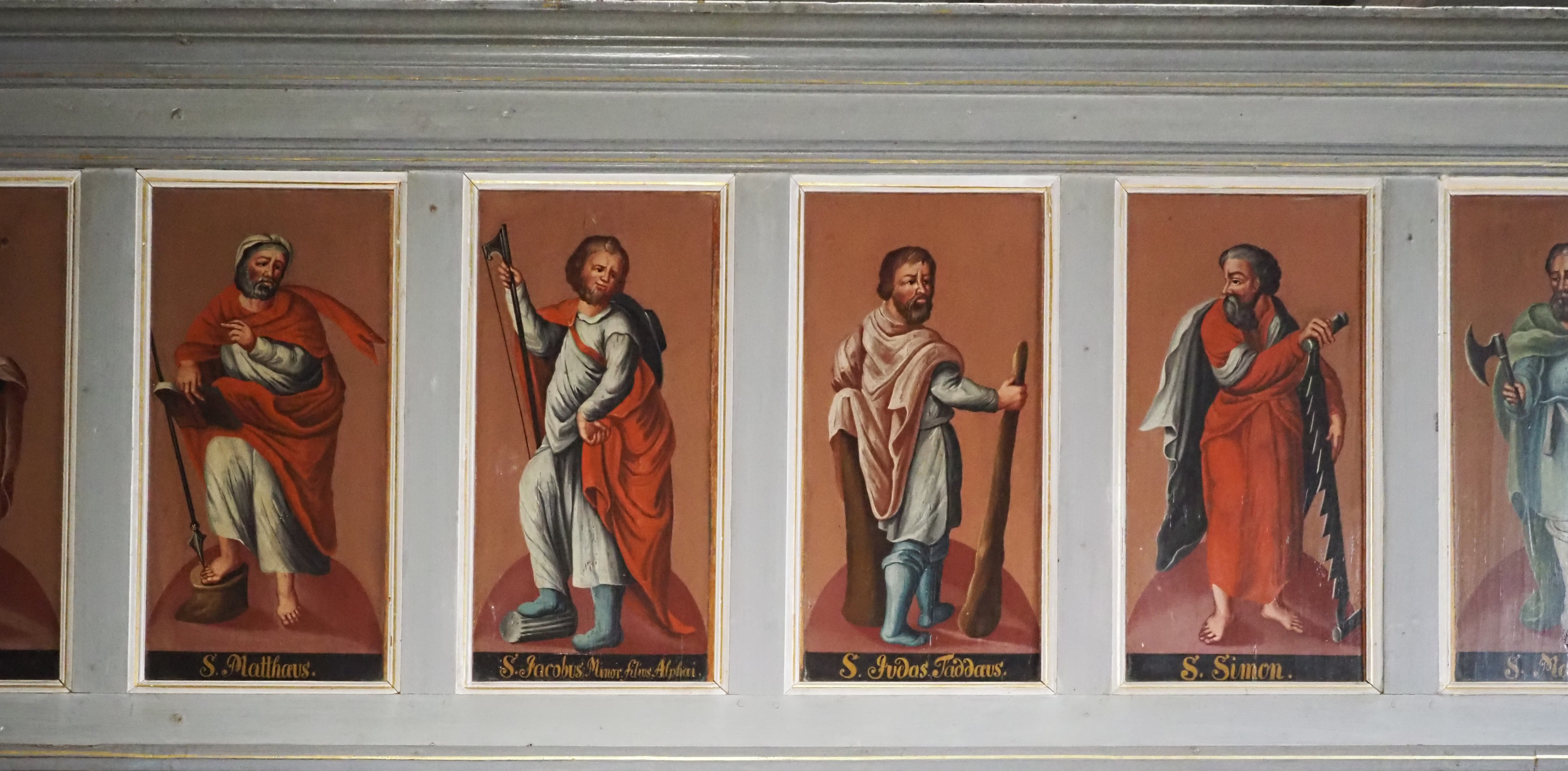
Emporenmalerei in Nordhackstedt

An der Brüstung der Westempore finden sich 12 Bilder mit Emporenmalerei aus der Barockzeit. Dargestellt sind die Apostel, Johannes der Täufer und Christus. Die Reihe wird durch den Einbau einer modernen Orgel unterbrochen. Die Darstellungen der Apostel Andreas, Jacobus Maior und Philippus scheinen verloren gegangen zu sein. Als Vorlage für die Bilder dienten, wie in den benachbarten Kirchen von Bargum, Jörl und Langenhorn, Kupferstiche des 1634 in Augsburg verstorbenen Johann Matthias Kager. Die Personennamen sind Teil der Malerei und im Bildfuß eingearbeitet. 

### Passionsfolge
Besonders bedeutend ist die über dem Chorbogen angebrachte Passionsfolge, vergleichbar nur mit der Passionsfolge der Marienkirche in Hürup. In acht Reliefs ist die Passion dargestellt. Die Tafeln zeigen von links nach rechts die Gefangennahme Jesu im Garten Getsemane, seine Befragung durch Pilatus, Geißelung, Kreuzabnahme, Grablegung, die Frauen am Grab, Auferstehung und Höllenfahrt. Die Relieffolge wird stilistisch und anhand einer dendrochronologischen Untersuchung auf 1285 datiert, wurde aber mehrfach umgearbeitet, zuletzt 1989, als zwei der bis dahin im Museum in Flensburg aufbewahrte Tafeln (Christus vor Pilatus und Geißelung) wieder an ihren Platz in der Reihe eingefügt wurden. Die Rahmung der Reliefs und das Brettkreuz des Triumphkreuzes werden auf dieselbe Zeit datiert.
Auch der Aufstellungsort wechselte mehrfach. Ursprünglich war die Passionsfolge über dem Chorbogen angebracht, jedoch etwas niedriger, wobei das Kreuz, das seit 1962 in der Mitte vor den Relieftafeln hängt, auf demselben Sockel wie die Reliefs aufgestellt war und damit deutlich höher über diese hinausragte. Spätestens nach der Erhöhung des Chorbogens in der Mitte des 14. Jahrhunderts muss die Passionsfolge höher gehängt worden sein, um nicht den Chorbogen und die Altarnische nördlich davon zu verdecken. Die Reliefs und das damals in die Passionsfolge integrierte spätere Altarkreuz wurden im 19. Jahrhundert weiß angemalt. Die farbige Fassung der Szenen Christus vor Pilatus und Geißelung sowie die Inschriften im Sockel dieser beiden Reliefs aus der Barockzeit sind erhalten geblieben, weil diese beiden Tafeln 1956 ins Museum gelangten und erst 1989 restauriert wurden. Die übrigen Reliefs und das Kreuz verloren bei der Renovierung 1958 alle Bemalungsschichten und Beschriftungen und sind seitdem holzsichtig. Auch das seit 1958 wieder in der Mitte der Passionsfolge angebrachte Triumphkreuz wurde abgebeizt, wobei die Evangelistensymbole in den Medaillons an den Kreuzenden des Triumphkreuzes verschwanden. Auch die Krone, die der Gekreuzigte ursprünglich trug, ist nicht mehr vorhanden. Die Entfernung der Bemalung kritisierte Werner Bornheim schon 1959.

### Weitere mittelalterliche Schnitzarbeiten
Das gotische Altarkreuz befand sich zeitweise in der Mittelnische der Passionsfolge und war wie diese im 19. Jahrhundert weiß bemalt. Seit seiner Renovierung 1962 dient es als Altarkreuz, während in die Passionsfolge 1958 das ursprünglich dazugehörende Kreuz eingesetzt wurde, das zuvor an der Nordwand gehangen hatte. Der auf etwa 1425 datierte Kruzifixus ist an einem älteren Brettkreuz befestigt, das mit einem älteren Korpus vor der Herstellung der Passionsfolge als Triumphkreuz diente.
Links vom Chorbogen vor der 1960 zugemauerten Nische ist seit 2009 wieder der mittelalterliche Klappaltar aufgestellt. Der Mittelschrein ist aufgrund des begrenzten Raumes ungewöhnlich schmal, die beiden Flügel wurden übereinander geklappt. Die Außenflügel zeigen  die Apostel Petrus und Paulus als unbeholfene barocke Gemälde aus dem 17. Jahrhundert. Die Anna-selbdritt-Plastik und die gekrönte Maria mit Kind im Schrein stammen aus dem späten 15. Jahrhundert. Die sichtbare Farbfassung der Schnitzfiguren stammt von etwa 1900.

### Kanzel
Die Kanzel rechts vom Chorbogen ist eine Stiftung des Andreas Kaspersen Kühl, „kunsterfahrner Möller“ von der Schafflunder Mühle von 1713, wie die Inschrift unter dem Sockel angibt. Sie ist ein Werk des Akanthusbarocks. Der fünfseitige Kanzelkorb zeigt in drei Reliefs Jesu Geburt, Taufe und Auferstehung. Zwei weitere Reliefs an der Treppenbrüstung zeigen Mose und einen Propheten. In den Feldern über und unter den Reliefs stehen Bibelverse. An den Ecken sind Apostelfiguren angebracht. Der Ständer ist eine Petrusfigur. Das in der zugemauerten Nordtür aufgehängte Medaillon, das Gottvater mit der Weltkugel zeigt, hing ursprünglich unter dem Schalldeckel an der Wand hinter der Kanzel.

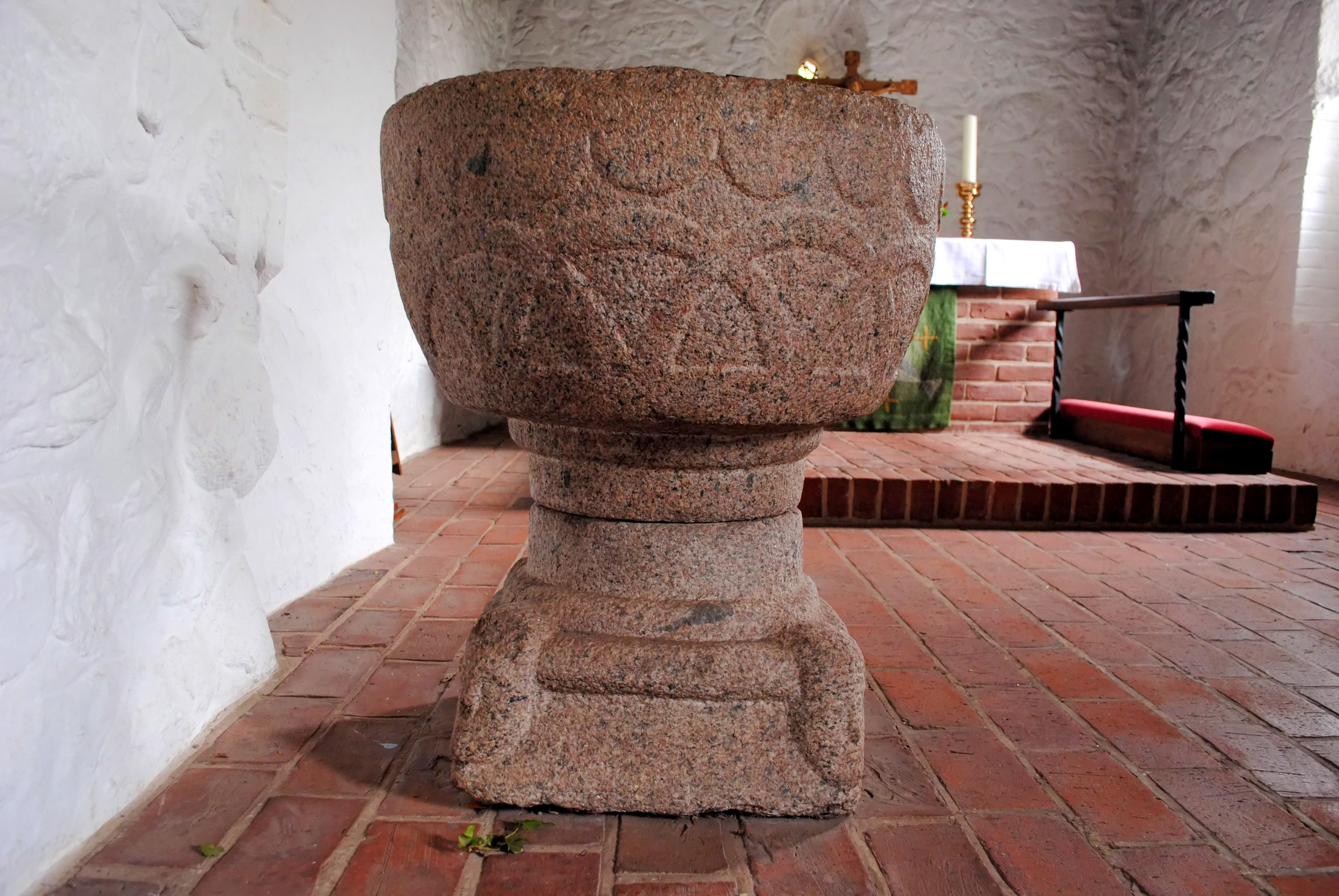
Taufbecken aus Granit (12. Jahrhundert)
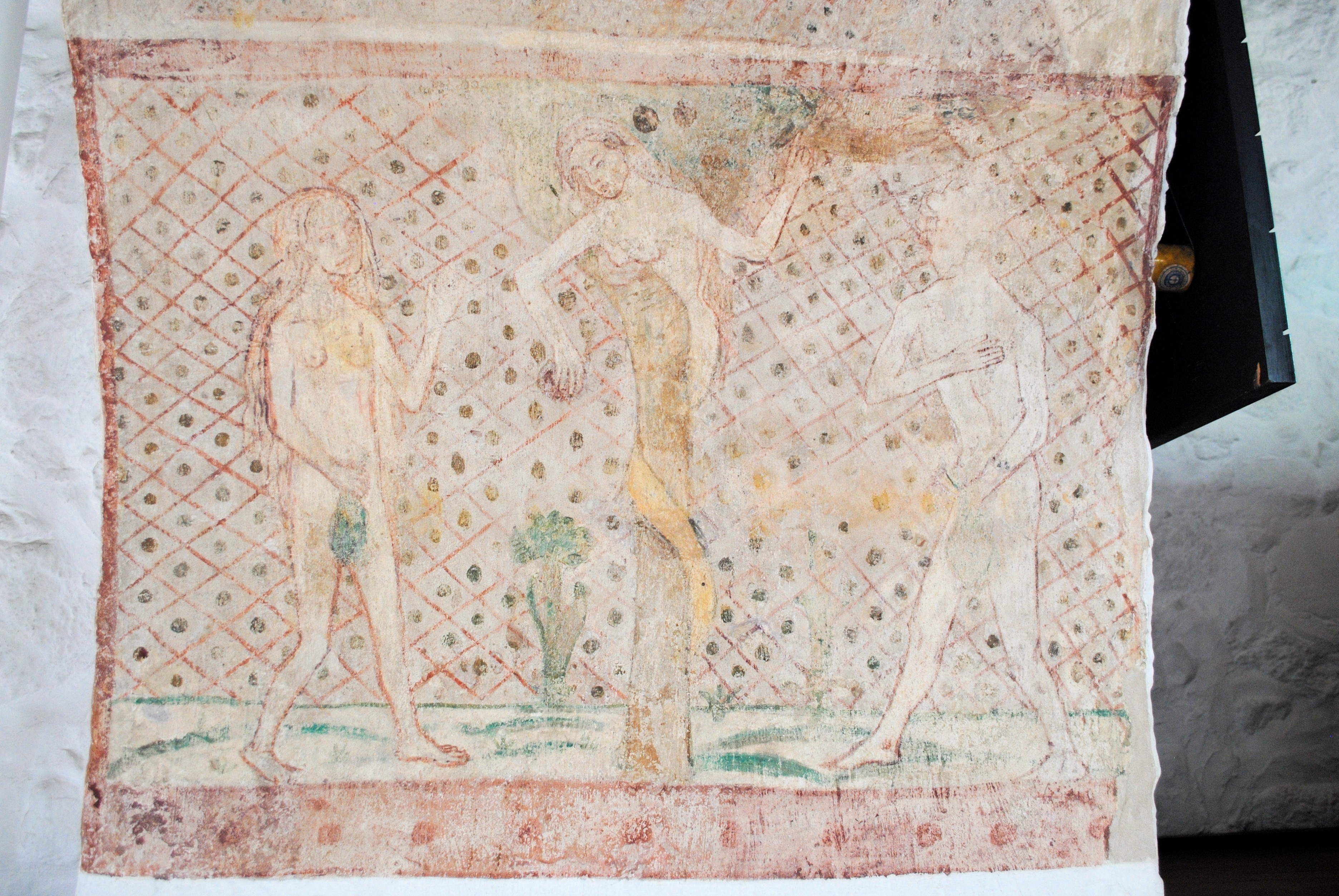
Ausmalung Chorbogen "Sündenfall"
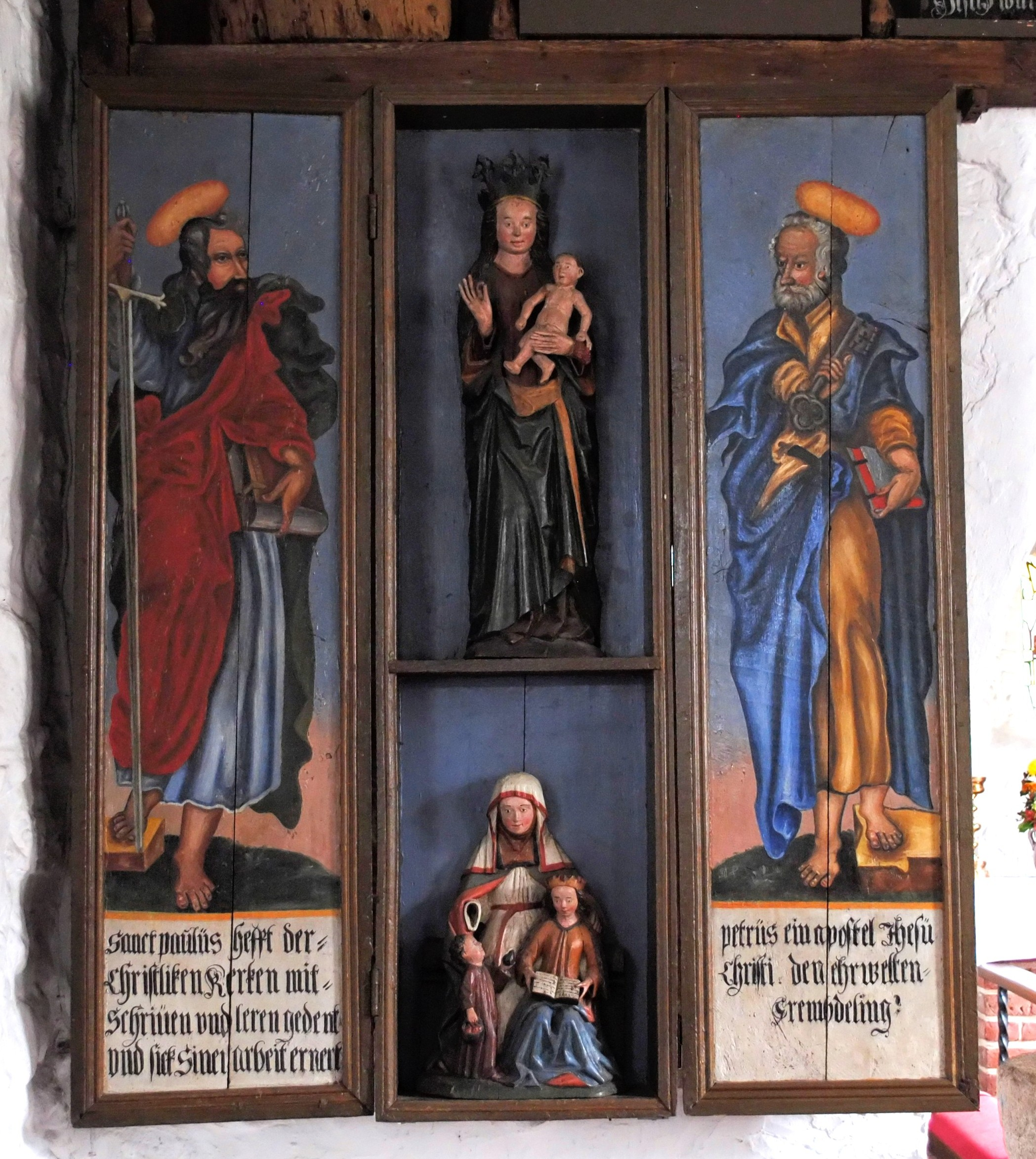
Klappaltar mit Figuren der Anna selbdritt und Madonna mit Kind
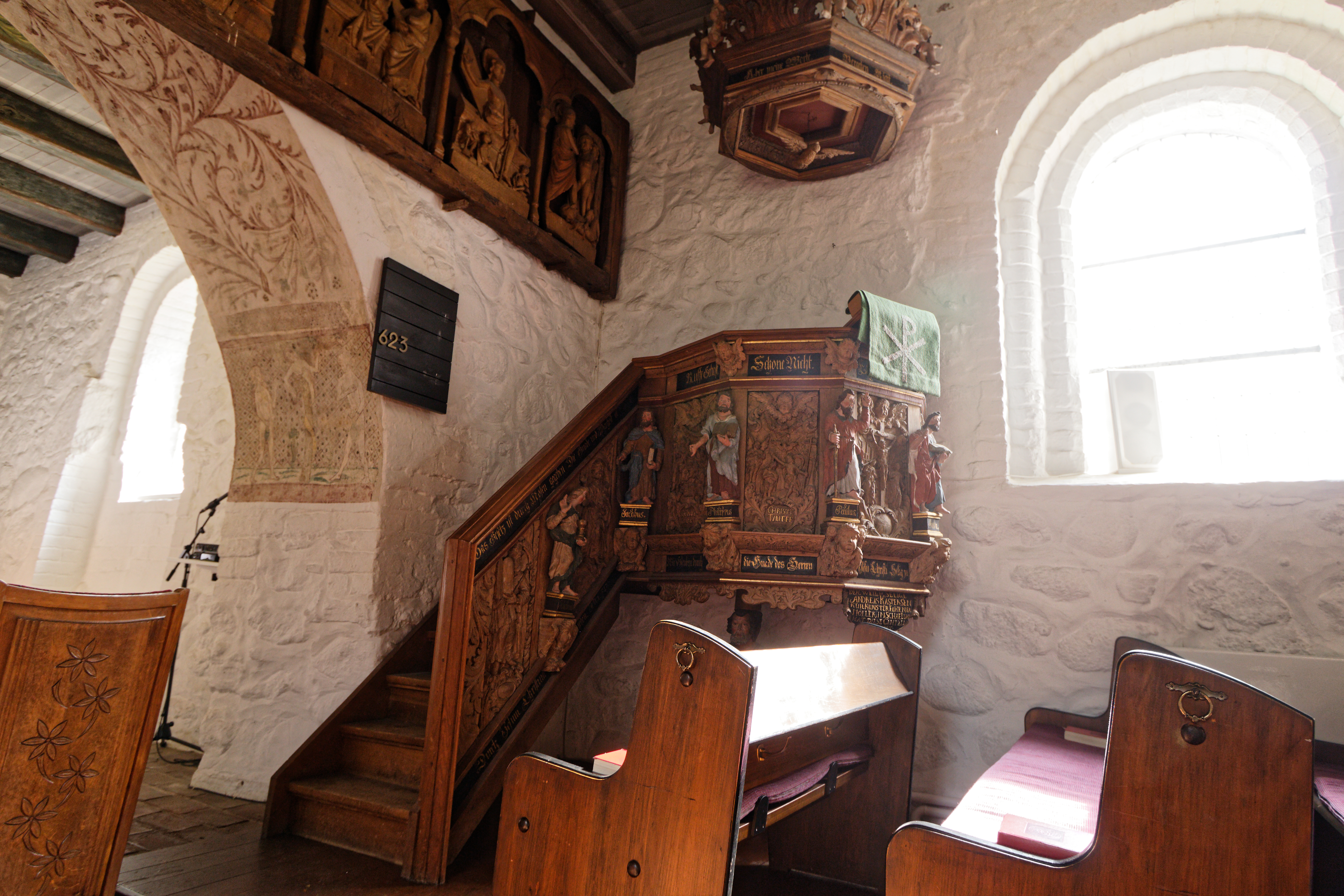
Kanzel von 1713

## Gemeinde
Die Kirchengemeinde Nordhackstedt umfasst neben Nordhackstedt selbst die Dörfer Schafflund, Hörup, Linnau und Riesbriek. Die Kirchengemeinde gehört zum Kirchenkreis Schleswig-Flensburg in der Evangelisch-lutherischen Kirche in Norddeutschland. Im November 2021 bildete sie mit den Kirchengemeinden von Handewitt, Medelby, Wallsbüll und Großenwiehe den Pfarrsprengel „Nördliche Geest“, um „gemeinschaftlich die pastorale Versorgung in allen Kirchengemeinden sicherstellen“ zu können.

## Sagenhafte Predigt von Nobiskrug
Zeitüberdauernde Bekanntheit erlangte einst Pastor Jürgen, der im Jahr 1629 eine sagenhafte Predigt in Nordhackstedt hielt. In dieser erklärte er: „[...] Für wen schießen und jagen die [Jäger]? Für den Obersten [...] den Teufel selbst, der zu Flensburg auf dem Schloss ‚liegt‘. Für ihn reitest du, für ihn rennst du, mit ihm fährst du von hier nach Nobiskrug, dort wo sich weiße Engel in kohlschwarze verwandeln.“